# هاسودا
هاسودا در استان سایتاما در کشور ژاپن واقع شده است  که دارای جمعیت ۶۳٬۳۷۵ نفر و مساحت ۲۷٫۲۷ کیلومتر مربع با تراکم جمعیت ۲٬۳۲۴  نفر در کیلومترمربع است و در تاریخ ۱ اکتبر ۱۹۷۲ به عنوان شهر شناخته شد.